# Movistar Arena Buenos Aires
Movistar Arena (incialmente chamada de Buenos Aires Arena) é uma arena multi-uso situada em Buenos Aires, Argentina com capacidade para 15000 pessoas. A inauguração ocorreu no dia 1 de novembro de 2019 com o show de TINI .

## História
O local onde o centro de eventos foi construído era de propriedade do Club Atlético Atlanta até que, em 1991, para enfrentar uma petição de falência, o clube teve que vendê-lo. Foi adquirido por uma empresa que o manteve fechado há mais de 15 anos e em estado de abandono, motivo pelo qual, em 2005, a propriedade foi desapropriada pelo governo da cidade de Buenos Aires e devolvida em concessão ao Club Atlético Atlanta.
A construção do estádio começou em 2014. A empresa responsável na época era o Lugones Center e não pôde continuar devido à falta de recursos. A obra foi paralisada em 2015, deixando uma estrutura de concreto semi-acabada abandonada. A Buenos Aires Arena SA retomou o projeto no final de 2017. Para que a propriedade tivesse um nível de operação e serviços experientes e um nível internacional, foi contratada a empresa internacional ASM Global, que gerencia mais de 300 arenas em todo o mundo incluindo a Arena O2 (Londres), Staples Center (Los Angeles) e Mercedes-Benz Arena (Berlim). Por outro lado, a acústica do local possui um dos melhores equipamentos de áudio L-Acustics (marca francesa), para atender aos requisitos mais exigentes de artistas e produtores.
Ao final do período de concessão, o terreno com o estádio construído foi para a cidade de Buenos Aires.
Foi inaugurado em 1 de novembro de 2019 com um concerto de Tini Stoessel como parte da turnê Quiero Volver Tour, com a participação especial de Karina e Luis Fonsi.

## Eventos
| País           | Artistas                                               | Evento                                                 | Datas           |
| 2019           | 2019                                                   | 2019                                                   | 2019            |
| -------------- | ------------------------------------------------------ | ------------------------------------------------------ | --------------- |
| Argentina      | TINI                                                   | Quiero Volver Tour                                     | 01 de novembro  |
| Espanha        | Joan Manuel Serrat Joaquín Sabina                      | Serrat y Sabina - No Hay Dos Sin Tres                  | 02 de novembro  |
| Espanha        | Joan Manuel Serrat Joaquín Sabina                      | Serrat y Sabina - No Hay Dos Sin Tres                  | 03 de novembro  |
| Espanha        | Joan Manuel Serrat Joaquín Sabina                      | Serrat y Sabina - No Hay Dos Sin Tres                  | 07 de novembro  |
| Espanha        | Joan Manuel Serrat Joaquín Sabina                      | Serrat y Sabina - No Hay Dos Sin Tres                  | 08 de novembro  |
| Porto Rico     | Chayanne                                               | Desde el Alma Tour                                     | 09 de novembro  |
| Porto Rico     | Chayanne                                               | Desde el Alma Tour                                     | 10 de novembro  |
| Argentina      | Abel Pintos                                            | Universo Paralelo                                      | 21 de novembro  |
| Argentina      | Abel Pintos                                            | Universo Paralelo                                      | 22 de novembro  |
| Argentina      | Abel Pintos                                            | Universo Paralelo                                      | 23 de novembro  |
| Reino Unido    | Keane                                                  | Cause and Effect Tour                                  | 29 de novembro  |
| Argentina      | Andrés Calamaro                                        | Andrés Calamaro                                        | 05 de dezembro  |
| Canadá         | Shawn Mendes                                           | Shawn Mendes: The Tour                                 | 06 de dezembro  |
| Canadá         | Shawn Mendes                                           | Shawn Mendes: The Tour                                 | 07 de dezembro  |
| Estados Unidos | Dream Theater                                          | Distance Over Time Tour                                | 13 de dezembro  |
| Colômbia       | J Balvin                                               | Arcoiris Tour                                          | 14 de dezembro  |
| Estados Unidos | Norah Jones                                            | Norah Jones                                            | 16 de dezembro  |
| Argentina      | La Beriso                                              | Giras y Madrugadas                                     | 21 de dezembro  |
| Argentina      | Freestyle Master Series Argentina 2019 - Jornada Final | Freestyle Master Series Argentina 2019 - Jornada Final | 28 de dezembro  |
| 2020           |                                                        |                                                        |                 |
| Argentina      | Ricardo Montaner                                       | Montaner Tour                                          | 16 de fevereiro |
| Porto Rico     | Ozuna                                                  | Nibiru World Tour                                      | 21 de fevereiro |
| Porto Rico     | Ricky Martin                                           | Movimiento Tour                                        | 27 de fevereiro |
| Porto Rico     | Ricky Martin                                           | Movimiento Tour                                        | 28 de fevereiro |
| Porto Rico     | Ricky Martin                                           | Movimiento Tour                                        | 29 de fevereiro |
| Argentina      | TINI                                                   | Quiero Volver Tour                                     | 14 de março     |
| Porto Rico     | Chayanne                                               | Desde el Alma Tour                                     | 21 de março     |
| Reino Unido    | Il Divo                                                | Il Divo                                                | 01 de abril     |
|                | Rádio Disney Vivo América Latina                       | Rádio Disney Vivo América Latina                       | 16 de abril     |
| Reino Unido    | Roger Hodgson                                          | Breakfast in America World Tour                        | 02 de maio      |
| Reino Unido    | Louis Tomlinson                                        | Louis Tomlinson World Tour                             | 15 de maio      |
| México         | Cristian Castro                                        | The Hits Tour                                          | 23 de maio      |
| Colômbia       | Morat                                                  | Morat                                                  | 20 de junho     |
| Canadá         | Michael Bublé                                          | An Evening with Michael Bublé                          | 12 de outubro   |
| 2024           |                                                        |                                                        |                 |
| Noruega        | Aurora                                                 | What Happened to the Earth?                            | 13 de novembro  |
| 2025           |                                                        |                                                        |                 |
| Austrália      | Kylie Minogue                                          | Tension Tour                                           | 07 de agosto    |